# Série noire
Pour les articles homonymes, voir Série noire (homonymie).
La Série noire est une collection de romans policiers et de romans noirs fondée en 1945 par les éditions Gallimard.

## Historique

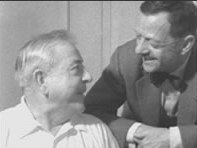
Marcel Duhamel (à droite), avec Jacques Prévert en 1961 dans le film Mon frère Jacques, de Pierre Prévert.

La Série noire est fondée en septembre 1945 par Marcel Duhamel chez Gallimard. Dans un éditorial de 1948, il prévenait ainsi le lecteur : 

« Que le lecteur non prévenu se méfie : les volumes de la Série noire ne peuvent pas sans danger être mis entre toutes les mains. L'amateur d'énigmes à la Sherlock Holmes n'y trouvera pas souvent son compte [...] On y voit des policiers plus corrompus que les malfaiteurs qu'ils poursuivent. Le détective sympathique ne résout pas toujours le mystère. Parfois, il n'y a pas de mystère. Et quelquefois pas de détective du tout...Mais alors. Alors, il reste de l'action, de l'angoisse, de la violence. »

 Dès 1948, elle se distingue par une esthétique particulière (pochette cartonnée noire et jaune avec une jaquette noire avec liseré blanc) qui va faire beaucoup pour la notoriété de la collection. Le nom de la collection a été inventé par Jacques Prévert.
Mais sa grande force est la révélation (pour le public français) de très nombreux auteurs et d'une nouvelle forme de littérature policière, plongée dans la réalité de la rue, côtoyant malfrats, truands et tueurs.
La littérature anglo-américaine se taille la part du lion dans la collection. Marcel Duhamel se charge lui-même de la traduction de nombreux ouvrages (Raymond Chandler et Dashiell Hammett). Tous les grands auteurs du roman noir américain sont petit à petit publiés (Horace McCoy, W. R. Burnett, Ed McBain, Chester Himes, Robert Bloch, Richard Matheson, Lou Cameron, David Goodis, Harry Whittington ou Jim Thompson). Dans le même temps, Duhamel édite des auteurs français, le premier est Serge Arcouët (publié sous le pseudonyme de Terry Stewart en 1948) puis Albert Simonin avec Touchez pas au grisbi !, et permettre au genre de prendre son envol définitif en France. Dans les années 1970, les écrivains du néo-polar (par exemple, Jean-Patrick Manchette, A.D.G. et Jean-Pierre Bastid) en font un véhicule pour le commentaire social et politique[réf. nécessaire].
Les constantes de la Série noire sont l'argot, l'humour et la violence. Les mordus du roman policier la surnomment « la Reine de la Nuit »[réf. nécessaire].
Au cours des années 1980, la collection commence à subir la concurrence de nouvelles collections comme Rivages/Noir. On[Qui ?] critique aussi l'absence d'auteurs de sexe féminin. Patrick Raynal essaie d'y remédier en donnant leur chance à Maïté Bernard, Laurence Biberfeld, Pascale Fonteneau, Sylvie Granotier, Nadine Monfils, Chantal Pelletier. Au cours des années 2000, l'érosion des ventes a conduit Antoine Gallimard à engager un profond changement de la collection : la collection sœur La Noire disparaît tandis que la Série noire passe d'un format mi-poche (19 X 12,5 cm.) au grand format.
De 2005 à 2017, la collection est dirigée par Aurélien Masson. Il publie les livres en grand format, gardant l'esprit de la dernière version des semi-poches (photo en noir et blanc, typographie en jaune), mais fait disparaître la fameuse numérotation. Les tirages sont moins importants et leur prix plus élevé. Du côté des Français, Aurélien Masson a gardé Caryl Férey et Patrick Pécherot et a ensuite promu une nouvelle génération d'auteurs tels DOA, Antoine Chainas, Elsa Marpeau, Frédéric Jaccaud et Benoît Minville.
En septembre 2017, Stéfanie Delestré prend la direction de la collection,.
Des amateurs de petite bibliophilie recherchent pour leur collection les volumes antérieurs à 1950 en première édition de la Série noire dont l'auteur est célèbre.[réf. nécessaire]

## Chronologie
- 1945 : octobre, parution des deux premiers titres de la Série noire : La Môme Vert-de-gris et Cet homme est dangereux de Peter Cheyney qui paradoxalement est anglais.
- 1946 : deux titres publiés cette année-là : Pas d'orchidées pour Miss Blandish de James Hadley Chase et Un linceul n'a pas de poches de Horace McCoy (qui sera le premier auteur américain de la collection).
- 1948 : à partir de juillet, la Série noire publie deux ouvrages par mois. Parution du 1er titre de Raymond Chandler, La Dame du lac, traduit par Boris et Michèle Vian, et d'Adieu, ma jolie du même auteur.
- 1949 : Horace McCoy Adieu la vie, adieu l'amour.... La Série noire accueille son premier auteur français, Serge Arcouët, qui publie La Mort et l'Ange sous le pseudonyme américanisant de Terry Stewart. Octobre : Marcel Duhamel lance la Série blême, sous jaquette verte, consacrée à l'angoisse et au suspense. Premier titre paru : J'ai épousé une ombre de William Irish.
- 1953 : Premier titre français à connaître le succès Touchez pas au grisbi ! d'Albert Simonin.
- 1956 : Sans espoir de retour, de David Goodis.
- 1957 : la tendance est au roman d'espionnage. Parution du 1er James Bond : Chaud les glaçons ! de Ian Fleming, plus connu au cinéma sous le titre Les Diamants sont éternels.
- 1958 : La Reine des pommes de Chester Himes.

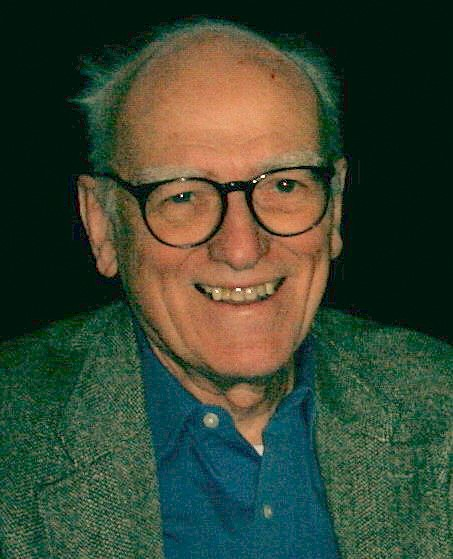
Donald Westlake à la manifestation Quais du polar, Lyon, 2006

- 1959 : fin d'une époque et début d'une tendance. Parution du dernier titre de Raymond Chandler, Charades pour écroulés, et du premier titre de la série Western, Le Desperado de Clifton Adams.
- 1960 : Imbroglio negro de Chester Himes.
- 1964 : La Lune d'Omaha, de Jean Amila. Un loup chasse l'autre, de Donald E. Westlake.
- 1966 : la Série noire paraît au rythme incroyable de 96 titres par an. no 1000 : 1275 âmes de Jim Thompson.
- 1969 : déclin très marqué de l'espionnage et du western.
- 1971 : premiers romans des nouveaux auteurs français issus de mai 68, en particulier L'Affaire N'Gustro, inspirée de l'affaire Ben Barka, de Jean-Patrick Manchette.
- 1972 : Nada, de Jean-Patrick Manchette. La Série noire renouvelle sa présentation, avec une nouvelle couverture inaugurée par le no 1459.
- 1974 : lancement de la collection Super noire. Premier titre paru Adieu poulet de Raf Vallet.
- 1976 : période noire pour le polar. La Série noire chute de 96 à 36 nouveautés par an, et c'est pourtant elle qui s'en tire le mieux.
- 1977 : Kermesse à Manhattan, Marilyn la Dingue et Zyeux-bleus de Jerome Charyn. Décès de Marcel Duhamel. Robert Soulat lui succède.
- 1979 : une nouvelle couverture illustrée en noir et jaune est inaugurée par le no 1725 Je vais faire un malheur ! de Russel H. Greenan.
- 1981 : Mortelle Randonnée, de Marc Behm.
- 1982 : La Position du tireur couché, de Jean-Patrick Manchette.
- 1984 : Nous avons brûlé une sainte, de Jean-Bernard Pouy. Une nouvelle couverture illustrée, cette fois en couleurs, est inaugurée par le no 1942, C'est du délire..., de Fredric Neuman.
- 1985 : La Bête et la Belle, de Thierry Jonquet (no 2000)
- 1991 : en avril, Patrick Raynal succède à Robert Soulat.
- 1992 : janvier, retour à l'ancienne couverture et à l'ancien format. Premiers titres parus sous la nouvelle présentation : Pirana matador de Jean-Hugues Oppel (no 2287) et Cosmix Banditos d'A.C. Weisbecker (no 2288).
- 1994 : décès de Robert Soulat.
- 1995 : cinquantenaire de la Série noire. Une nouvelle couverture est adoptée.
- 2005 : Grand format non numéroté

## Le manifeste de la «Série noire»
En 1948, Marcel Duhamel écrit ce qui restera longtemps « le manifeste de la « Série noire » ». Après plus de cinquante ans, ce texte reste d'une rare actualité.
« Que le lecteur non prévenu se méfie : les volumes de la « Série noire » ne peuvent pas sans danger être mis entre toutes les mains. L'amateur d'énigmes à la Sherlock Holmes n'y trouvera pas souvent son compte. L'optimiste systématique non plus. L'immoralité admise en général dans ce genre d'ouvrages uniquement pour servir de repoussoir à la moralité conventionnelle, y est chez elle tout autant que les beaux sentiments, voire de l'amoralité tout court. L'esprit en est rarement conformiste. On y voit des policiers plus corrompus que les malfaiteurs qu'ils poursuivent. Le détective sympathique ne résout pas toujours le mystère. Parfois il n'y a pas de mystère. Et quelquefois même, pas de détective du tout. Mais alors ?... Alors il reste de l'action, de l'angoisse, de la violence — sous toutes ses formes et particulièrement les plus honnies — du tabassage et du massacre. Comme dans les bons films, les états d'âmes se traduisent par des gestes, et les lecteurs friands de littérature introspective devront se livrer à la gymnastique inverse. Il y a aussi de l'amour — préférablement bestial — de la passion désordonnée, de la haine sans merci, tous les sentiments qui, dans une société policée, ne sont censés avoir cours que tout à fait exceptionnellement, mais qui sont parfois exprimés dans une langue fort peu académique mais où domine toujours, rose ou noir, l'humour. À l'amateur de sensations fortes, je conseille donc vivement la réconfortante lecture de ces ouvrages, dût-il me traîner dans la boue après coup. En choisissant au hasard, il tombera vraisemblablement sur une nuit blanche. »

## Directeurs de la collection
- Marcel Duhamel de 1945 à 1977
- Robert Soulat de 1977 à 1991
- Patrick Raynal de 1991 à 2004.
- Aurélien Masson de 2005 à 2017

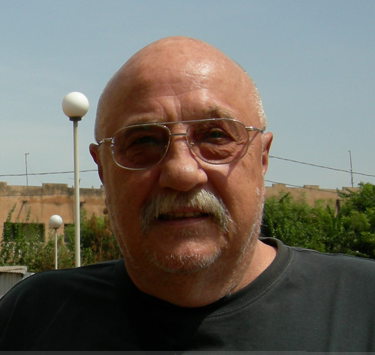
Patrick Raynal en 2007

- Stéfanie Delestré à partir de septembre 2017[6]

## Faits marquants
- 1946 : 1er auteur américain publié dans la collection : Horace McCoy, avec son roman Un linceul n'a pas de poches (no 4).
- 1948 : 1er auteur français publié dans la collection : Serge Arcouët, sous le pseudonyme de Terry Stewart, avec son roman La Mort et l'Ange (no 18).
- 1948 : Boris Vian signe la traduction de quelques titres de la Série noire, à commencer par La Dame du lac (no 8) et Le Grand Sommeil (no 13) de Raymond Chandler.
- 1955 : 1er auteur féminin publié dans la collection : Gertrude Walker, avec son roman À contre-voie (no 67).
- 1955 : Parution du seul et unique catalogue de la Série noire.
- 1959 : Parution de À pâlir la nuit (no 477), premier roman de la Série noire signé Carter Brown, l'auteur le plus traduit et le plus présent dans la collection avec 121 titres.
- 1966 : 1275 âmes de Jim Thompson est le no 1000 de la collection.
- 1970 : 1er auteur d'une langue autre que l'anglais ou le français publié dans la collection : le suédois Sven Sörmark, avec son roman Ne réveillez pas Marie ! (no 1325).
- 1985 : La Bête et la Belle de Thierry Jonquet est le no 2000 de la collection.
- 1974 : Le roman Tous à l'égout ! (no 1668) de Robert Pollock inspire le "casse du siècle" à Albert Spaggiari qui parvient à vider les coffres de la Société Générale à Nice en juillet 1976[réf. nécessaire]. Quelques années plus tard, en 1979, José Giovanni réalise un film sur le sujet, Les Égouts du paradis.
- 2005 : Le Dernier Coup de Kenyatta de Donald Goines est le dernier titre numéroté de la collection (no 2743).
- 2005 : King Bongo de Thomas Sanchez est le premier titre non numéroté de la collection qui troque du même coup le format poche, adopté depuis ses débuts, pour le grand format.

## Les titres de la collection

### Série noire
La collection a publié plus de 3 200 titres et son format a varié au cours du temps.

### Hors série
- Le Livre de cuisine de la Série noire / Arlette Lauterbach et Alain Raybaud ; préf. Patrick Raynal ; ill. Jochen Gerner. Paris : Gallimard, 1999, 319 p. (Série noire).  (ISBN 2-07-049876-X)
- Le Livre des alcools de la Série noire / Arlette Lauterbach et Patrick Raynal ; préf. Jean-Marie Laclavetine ; ill. Joëlle Jolivet. Paris : Gallimard, 2001, 279 p. (Série noire).  (ISBN 2-07-076342-0)

## Collections satellites & hommages

### Chez le même éditeur
- Série blême : lancée en octobre 1949 par Marcel Duhamel, cette collection, sous jaquette verte, est consacrée à l'angoisse et au suspense. Premier titre paru : J'ai épousé une ombre de William Irish. La collection s'arrête avec le 22e titre en 1951.
- La Poche noire : 165 numéros de 1967 à 1971
- Carré noir : 586 numéros de 1971 à 1988
- Bibliothèque noire : 8 titres de 1988 à 1992, collection réunissant trois à quatre romans majeurs d'un même auteur publiés dans la Série noire.
- Super noire : 134 volumes de 1974 à 1979
- Futuropolis Gallimard Série noire : 4 titres publiés de 1991 à 1992, collection dirigée par Étienne Robial reprenant des Séries noires en y ajoutant des illustrations originales en noir et blanc.
- La Noire : collection de romans en grand format, créée par Patrick Raynal à l'image de la Collection Blanche. Cette collection lancée en 1997 s'arrête en 2005 avec le passage en grand format de la « Série noire ».
- Folio policier : lancée en octobre 1998 par les Editions Gallimard pour ouvrir le genre à un public plus large via la notoriété de la marque Folio, dirigée depuis mars 2003 par Lionel Besnier, Folio Policier a d'abord puisé dans le fonds historique de la Série noire pour ensuite s'ouvrir à d'autres influences et d'autres maisons d'éditions, le tout afin de constituer un catalogue riche en 2025 de plus de 1000 titres. Ce panorama du genre permet, via la proposition de thrillers, de polars historiques, romans noirs, d'enquêtes, de classiques, d'auteurs en devenir, de romans atypiques, hard-boiled ou satiriques, de croiser des auteurs tels qu'Ian Rankin, Chandler, Hammett, Daeninckx, Amila, Himes, Jonquet, Lansdale, Palahniuk, Simenon, Nesbo, Doa, Caryl Férey, Chainas ou Marcus Malte.

### Chez d'autres éditeurs
- Série noire et rose aux Éditions de Lutèce (Paris)
- Série grise aux Éditions Baleine (19 titres : 2000-2002), collection dirigée par Jean-Bernard Pouy. Cette collection de polars visait un lectorat de personnes âgées avec des textes courts publiés en gros caractère, estampillés de 72 à 83 ans ou autres âges suivant l’âge des héros de l’histoire.
- Suite noire aux Éditions la Branche, collection dirigée par Jean-Bernard Pouy.
- Souris noire et Rat noir aux Éditions Syros, collections de romans noirs pour la jeunesse.